# تتراکربن دی‌اکسید
تتراکربن دی‌اکسید (به انگلیسی: Tetracarbon dioxide) با فرمول شیمیایی C۴O۲ یک ترکیب شیمیایی است. که جرم مولی آن ۸۰٬۰۴ g/mol می‌باشد. 